# Ahmed Musa
Ahmed Musa est un footballeur international nigérian, né le 14 octobre 1992 à Jos. Il évolue au poste d'avant-centre ou d'ailier dans le club de Kano Pillars.
Ahmed Musa est connu pour sa vitesse, ses dribbles et son endurance qui lui valent d'être comparé à des joueurs comme Jesús Navas ou encore Arjen Robben. Sa créativité et son habileté sur coup de pied arrêté lui permettent à la fois de faire marquer ses coéquipiers ou de conclure les actions offensives de son équipe. 
Avec quatre buts en deux coupes du monde (un doublé contre l'Argentine lors de l'édition 2014 et un autre contre l'Islande lors de l'édition 2018), il est le meilleur buteur nigérian en Coupe du monde, devant Daniel Amokachi, Emmanuel Amunike et Kalu Uche (deux buts chacun).

## Biographie

### Carrière en club

#### Début de carrière
Musa commence sa carrière de footballeur à l'Académie du Football GBS, au Nigeria.
En septembre 2007, des journaux locaux le listent parmi les probables futurs talents nigérians. En 2008, il est prêté au Jos UTH FC (en) avec lequel il joue dix-huit matchs et marque quatre buts, à seulement seize ans. La saison suivante, en 2009-2010, il est prêté au Kano Pillars FC, où il marque de nombreux buts et s'impose comme titulaire indiscutable. Musa termine deuxième du championnat lors de cette-même saison et détient pendant près de deux ans, jusqu'en novembre 2011, le record de buts sur une saison de Nigeria Premier League, ; le record étant battu à la fin de l'année 2011 par Jude Aneke du Kaduna United FC, qui l'établit à 20 buts.

#### VVV Venlo
Lors de l'été 2010, Musa signe son premier contrat professionnel et rejoint l'Europe et le VVV Venlo pour quatre ans et demi. Selon les règles de la FIFA, Musa est trop jeune pour être professionnel, puisqu'il n'a que 17 ans ; il doit donc patienter jusqu'à ses 18 ans pour passer professionnel. 
Moins d'une semaine après son arrivée officielle au club, Musa a fait ses débuts pour le VVV Venlo contre le FC Groningue le 30 octobre 2010 et obtient un pénalty pour les siens. Évalué par Goal.com, il est de nouveau considéré comme une future grande star, et figure dans les cent jeunes les plus prometteurs en 2011. Il est également désigné comme l'un des meilleurs joueurs nigérians, et il est sélectionné pour la première fois avec le Nigeria à seulement 18 ans. Le 8 mars 2011, Ahmed Musa remporte le titre de meilleur footballeur de l'année du Nigéria.
En mars, le président du VVV Venlo, Mario Captien déclare que de nombreux clubs sont intéressés par Musa comme le Tottenham Hotspur FC, l'Ajax Amsterdam et le Borussia Dortmund. Toutefois la clause libératoire du Super Eagles est fixée à dix millions d'euros, ce qui freine la plupart de ces clubs européens.
Le 1er mai 2011, Musa marque un doublé face au Feyenoord puis délivre une passe décisive à son coéquipier Uchebo, qui marque le but de la victoire (3-2). Ces performances permettent ainsi à son club de ne pas être relégué en D2 néerlandaise. Musa termine sa première saison professionnelle avec 7 buts marqués en 27 matchs de championnat.
En août 2011, alors que Musa revient de la Coupe du monde des -20 ans de 2011 en Colombie, Il marque un doublé contre l'un de ses courtisans, l'Ajax Amsterdam. Toutefois, son doublé ne permet pas à son équipe de s'imposer, le match se terminant par un match nul 2 buts à 2. En septembre, le président du VVV Venlo, Hai Berden, déclare qu'un club de Bundesliga, dont l'identité reste inconnue, a offert dix millions d'euros pour recruter Musa, offre que le club a déclinée. Musa quitte finalement le VVV Venlo après une saison et demie passée au club, 42 matchs joués et dix buts marqués.

#### CSKA Moscou
Le 7 janvier 2012, Musa s'engage cinq ans au CSKA Moscou pour une somme de cinq millions d'euros. Arrivé en cours de saison, Musa peine d'abord à s'adapter au jeu russe. Ses performances poussent son entraîneur à déclarer qu'il faut lui laisser du temps. La saison 2012-2013, se déroule d'une toute autre manière puisque Musa réalise une saison très convaincante et remporte avec son club le championnat de Russie. Il marque, en effet, quinze buts en 35 matchs avec son club et dépasse pour la première fois de sa carrière, en Europe, le seuil des dix buts par saison.

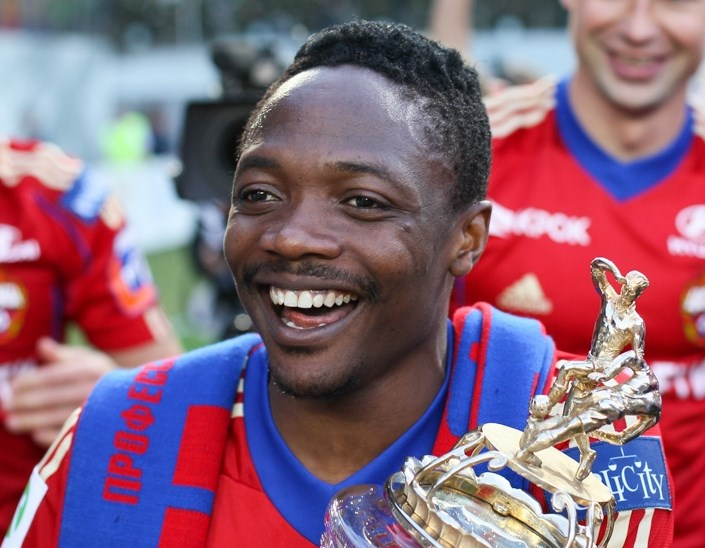
Ahmed Musa après le sacre de champion de Russie en 2014.

Lors de la saison 2013-2014, il marque son premier but européen lors d'un match de Ligue des Champions face au Viktoria Plzen perdu 2 buts à 1. Il réalise une nouvelle fois une bonne saison avec le CSKA et marque sept buts en 26 matchs de championnat. Pour la deuxième fois consécutive, Musa est sacré champion de Russie avec le CSKA Moscou, devançant d'un point le Zénith Saint-Pétersbourg. Ses performances tout au long de la saison lui permettent d'être candidat au titre de joueur africain de l'année. Il ne remporte pas le titre puisqu'il est décerné, pour la quatrième fois consécutive à Yaya Touré.
La saison suivante, le 17 septembre 2014, il marque un but remarqué avec le CSKA Moscou contre l'AS Rome, lors d'un match de Ligue des Champions. Malgré ce but ou Musa dribble deux défenseurs puis le gardien, le CSKA s’incline sur le score de 5 buts à 1.
En octobre, à la suite d'un match de Ligue des Champions face à Manchester City, Musa déclare qu'il rêve de jouer en Premier League et qu'il n'hésiterait pas à partir en cas d'offre, ce malgré son bien-être à Moscou : « Jouer en Premier League un jour a toujours été mon souhait. Je sais que mon agent discute avec quelques clubs de Premier League. Peut-être que quelque chose arrivera en janvier. Peut-être pas. Je ne suis pas pressé. Je suis heureux et à l’aise ici pour le moment. Si le bon club arrive et que mon club et mon agent sont d’accord, alors peut-être que quelque chose arrivera. Pour l’instant, je me concentre sur le CSKA et rien d’autre. »,. Il termine cette saison 2014-2015 en Russie, malgré plusieurs rumeurs de départs. Musa parvient à marquer dix buts en trente matchs pour sa quatrième saison dans le championnat russe. Lui et son club terminent deuxième du championnat derrière le Zénith Saint-Pétersbourg. Le 1er juin 2015, Musa prolonge son contrat avec le CSKA Moscou jusqu’en juin 2019.
Lors de la saison 2015/2016, Musa marque son premier but de la saison le 18 juillet lors d'un match face au Rubin Kazan. Ce but permet à son équipe de s'imposer 1-0. Le 5 août, Musa marque un doublé lors des barrages de Ligue des Champions. Il permet à son équipe, qui perd alors par 2 buts à 0, de revenir dans le match et de se qualifier pour les phases de poule de Ligue des Champions (victoire 2-3 face au Sparta Prague). Musa marque un nouveau doublé le 20 septembre face au Mordovia Saransk. En plus de ce doublé, Musa délivre également une passe décisive à son coéquipier Seydou Doumbia. Le match se termine sur le score de 6 buts à 4 en faveur du CSKA Moscou, pourtant mené 3 buts à 0 après quinze minutes de jeu.

#### Leicester City
Le 8 juillet 2016, Musa signe quatre ans à Leicester City en échange de 17,5 millions d'euros. Il réalise donc son rêve de jouer en Premier League, avec le champion d'Angleterre 2015-2016. Il fait ses débuts en compétition amicale durant l'International champions Cup. À cette occasion, Ahmed Musa s'offre un but magnifique contre Barcelone grâce à un rush de cinquante mètres (défaite 4-2). 
Le 22 octobre 2016, il marque son premier but en compétition officielle avec Leicester lors d'un match de Premier League face à Crystal Palace.
À la fin de sa première saison chez les « Foxes », Musa ne parvient pas à devenir un titulaire indiscutable et ne convainc pas. Il ne marquera que deux buts en Premier league en 21 matchs, dont seulement sept titularisations. Durant le mercato d'été, un départ vers la Turquie est évoqué, plus précisément vers Fenerbahçe.

#### Al-Nassr
Le 3 août 2018, Ahmed Musa s'engage pour quatre saisons Al-Nassr. Le montant de la transaction est de 16,5 millions d'euros.

#### Retour aux Kano Pillars
Le 14 avril 2021, libre de tout contrat depuis son départ d'Al-Nassr en octobre 2020, il fait son retour au Nigeria en s'engageant jusqu'en juin 2021 avec les Kano Pillars, où il avait déjà évolué entre 2009 et 2012.

#### Fatih Karagümrük
Le 22 juillet 2021, Musa s'engage librement en faveur du Fatih Karagümrük SK[réf. nécessaire].

### Carrière internationale

#### Débuts en sélection nationale

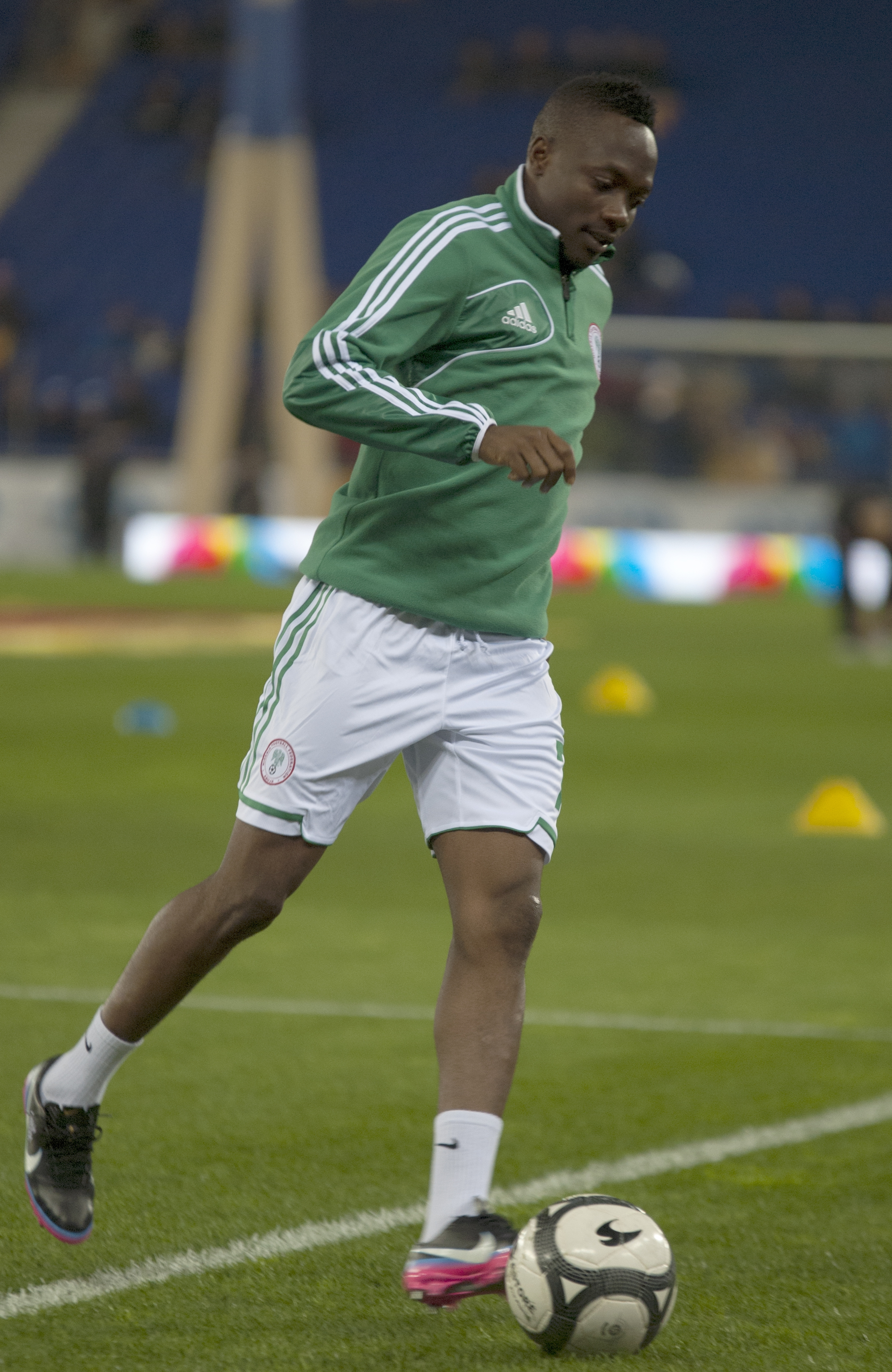
Musa avec le Nigeria en 2013.

Ahmed Musa est appelé pour la première fois avec la sélection nigérienne en avril 2010, par l'entraîneur Lars Lagerbäck, peu avant la Coupe du monde 2010 en Afrique du Sud. Le 5 août 2010, à 17 ans, Musa fait ses débuts en équipe première du Nigeria lors d'un match de qualification pour la Coupe d'Afrique des Nations contre Madagascar. Il remplace John Obi Mikel au cours du match qui se termine par une victoire 2 à 0 du Nigéria. Le 29 mars 2011, Musa marque son premier but en sélection nationale face au Kenya lors d'un match amical remporté 3 à 0.
En avril 2011, Ahmed Musa fait partie des vingt joueurs nigériens sélectionnés pour représenter le Nigeria lors des éliminatoires du Championnat d'Afrique 2011 des jeunes, bien que le VVV Venlo l'ait déclaré indisponible à cause des difficultés actuelles du club. En août 2011, Musa représente l'équipe du Nigéria des moins de vingt ans lors de la Coupe du monde des jeunes en 2011, en Colombie. Il marque trois buts en cinq matchs et délivre deux passes décisives dans la compétition. À la fin de la coupe du monde, Musa est inclus par la FIFA dans la liste des dix meilleurs jeunes joueurs de la compétition en course pour remporter le Ballon d'Or Adidas. Le 7 décembre 2011, Ahmed Musa est l'un des quatre candidats nommés par la Confédération africaine de football pour le titre de joueur le plus prometteur. Le prix est finalement décerné à Souleymane Coulibaly évoluant avec la Côte d'Ivoire.

#### Victoire en Coupe d'Afrique des Nations et Coupe du monde 2014
En 2013, Musa est sélectionné dans le groupe des 23 joueurs du Nigeria pour la Coupe d'Afrique des Nations 2013 après avoir marqué deux deux buts lors des éliminatoires de la compétition. Lors des demi-finales, il marque un but face au Mali et permet au Nigéria de contrôler le match puisque l'équipe mène désormais par 4 buts à 0 (4-1 score final). Le Nigeria est donc qualifié pour la finale, contre le Burkina Faso. Musa, lui, ne joue pas ce match puisqu'il est placé sur le banc des remplaçants. Le Nigeria gagne la finale sur le score d'un but à 0, et remporte ainsi son cinquième titre continental. Sur l'ensemble de la compétition, Musa joue donc cinq des six matchs de l'équipe.
En 2013, Musa est sélectionné pour participer à la Coupe des Confédérations 2013. Il participe aux trois matchs de poule avec son équipe, contre l'Espagne (défaite 0-3), l'Uruguay (défaite 1-2), et Tahiti (victoire 1-6) mais le Nigeria est éliminé avant même les phases finales de la compétition.
Après avoir joué dans tous les matches de qualification du Nigeria, Musa est appelé par Stephen Keshi pour participer à la Coupe du monde 2014. Lors d'un match face à l'Argentine, Musa marque un doublé et permet au Nigeria de tenir tête aux futurs finalistes de la coupe du monde, et ce pendant 50 minutes, avant que Marcos Rojo marque le but de la victoire pour l'Argentine (défaite 3-2). L'aventure de Musa et du Nigerias’achève lors des huitièmes de finale après une défaite 2 buts à 0 face à la France.
Le 15 octobre 2014, Musa marque un nouveau doublé avec le Nigeria lors d'un match comptant pour les éliminatoires de la Coupe d'Afrique des Nations 2015, face au Soudan (victoire 3-1).
Le 3 juin 2018, Ahmed Musa est retenu dans la liste des 23 Super Eagles pour disputer la Coupe du monde 2018 en Russie. Deux ans plus tard, il est convoqué pour disputer la Coupe d'Afrique des nations 2019. Le nigérian dispute également la Coupe d'Afrique des nations 2021. 
Le 29 décembre 2023, il est retenu dans la liste des vingt-cinq joueurs nigérians sélectionnés par José Peseiro pour disputer la Coupe d'Afrique des nations 2023.

### Vie privée
Né d'une mère chrétienne (Sarah Moses) originaire de l'État d'Edo et d'un père musulman (Alhaji Musa) originaire de l'État de Borno, Ahmed Musa est lui-même un musulman pratiquant. 
Au cours du mois de septembre 2011, Musa a été questionné sur son passé de footballeur, et son éventuel futur; il parle des problèmes de religion que rencontre sa ville natale, Jos : « Il y a toujours des conflits et des violences entre différentes personnes. Quelqu’un qui vient d’ailleurs aurait peur pour sa vie à cause des tensions qui règnent sur la ville. Je viens d’une famille musulmane mais ma mère est chrétienne. C’est pour cela qu’être musulman ou chrétien ne fait pas de différence pour moi. »  Il explique par la suite, qu'il ne peut plus se rendre dans sa ville natale : « Quand je retourne au Nigeria, je ne peux plus retourner à Jos. Je dois me rendre dans une autre ville, car je n’aime pas les tensions. C’est trop dangereux pour moi, car je suis trop célèbre là-bas. Je ne peux pas rester à Jos, ma vie y est en danger. Je suis un joueur de football mais je ne sais pas qui me veut du bien ou du mal, je ne connais pas mon ennemi. » Pour conclure son interview, Musa déclare qu'il souhaiterait revenir jouer au Nigeria : « J’aimerais revenir au pays et jouer, mais pas maintenant. Quand j’aurai du temps pour moi, j’y retournerai et je jouerai au football sur ma terre natale ».
Ahmed Musa est papa d'un petit garçon depuis le 31 mars 2013. Il déclare, à la suite de la naissance de son fils : « Je suis très content de devenir père pour la première fois. Je remercie Dieu pour la santé de ma femme et du bébé. Maintenant, j’espère marquer un but lundi pour le dédier à mon fils. »
En avril 2017, Musa a été impliqué dans une dispute conjugale avec son ex-femme Jamila, au cours de laquelle la police a été appelée à son domicile. Peu de temps après, les deux époux divorcent en raison de « différences irréconciliables ».
Le 23 mai 2017, il se marie à sa nouvelle compagne, Juliet Ejue, à Abuja,. 
Le 24 janvier 2019, il confirme sur son compte Twitter les rumeurs autour du décès de sa mère Sarah. Cette dernière était en effet atteinte d'une maladie (non-précisée) depuis un certain temps.

## Statistiques

### Statistiques en club
| Saison                | Club                   | Championnat           | Championnat | Championnat | Championnat | Coupe(s) nationale(s) | Coupe(s) nationale(s) | Coupe(s) nationale(s) | Compétition(s) continentale(s) | Compétition(s) continentale(s) | Compétition(s) continentale(s) | Compétition(s) continentale(s) | Nigeria | Nigeria | Nigeria | Total | Total | Total |
| Saison                | Club                   | Division              | M.          | B.          | P.d.        | M.                    | B.                    | P.d.                  | Comp.                          | M.                             | B.                             | P.d.                           | M.      | B.      | P.d.    | M.    | B.    | P.d.  |
| 2008-2009             | Jos UTH FC (en) (prêt) | Premier League        | 18          | 4           | -           | -                     | -                     | -                     | -                              | -                              | -                              | -                              | -       | -       | -       | 18    | 4     | 0     |
| 2009-2010             | Kano Pillars (prêt)    | Premier League        | 33          | 18          | -           | -                     | -                     | -                     | -                              | -                              | -                              | -                              | 2       | 0       | 0       | 35    | 18    | 0     |
| 2010-2011             | VVV Venlo              | Eredivisie            | 23          | 5           | 3           | 4                     | 2                     | 2                     | -                              | -                              | -                              | -                              | 5       | 1       | 0       | 32    | 8     | 5     |
| 2011-2012             | VVV Venlo              | Eredivisie            | 14          | 3           | 2           | 1                     | 0                     | 0                     | -                              | -                              | -                              | -                              | 5       | 0       | 0       | 20    | 3     | 2     |
| Sous-total            | Sous-total             | Sous-total            | 37          | 8           | 5           | 5                     | 2                     | 2                     | -                              | -                              | -                              | -                              | 10      | 1       | 0       | 52    | 11    | 7     |
| 2011-2012             | CSKA Moscou            | Premier-Liga          | 11          | 1           | 1           | 0                     | 0                     | 0                     | C3                             | 2                              | 0                              | 0                              | 4       | 1       | 0       | 17    | 2     | 1     |
| 2012-2013             | CSKA Moscou            | Premier-Liga          | 28          | 11          | 4           | 5                     | 4                     | 1                     | C3                             | 2                              | 0                              | 1                              | 14      | 3       | 2       | 49    | 18    | 8     |
| 2013-2014             | CSKA Moscou            | Premier-Liga          | 26          | 7           | 2           | 5                     | 1                     | 0                     | C1                             | 6                              | 1                              | 1                              | 11      | 2       | 1       | 48    | 11    | 4     |
| 2014-2015             | CSKA Moscou            | Premier-Liga          | 30          | 10          | 10          | 3                     | 0                     | 1                     | C1                             | 6                              | 1                              | 1                              | 8       | 3       | 2       | 47    | 14    | 14    |
| 2015-2016             | CSKA Moscou            | Premier-Liga          | 30          | 13          | 5           | 4                     | 1                     | 0                     | C1                             | 10                             | 4                              | 1                              | 9       | 1       | 0       | 53    | 19    | 6     |
| Sous-total            | Sous-total             | Sous-total            | 125         | 42          | 22          | 17                    | 6                     | 1                     | -                              | 26                             | 6                              | 4                              | 46      | 10      | 5       | 214   | 64    | 32    |
| 2016-2017             | Leicester City         | Premier League        | 21          | 2           | 0           | 3                     | 2                     | 0                     | C1                             | 5                              | 0                              | 0                              | 6       | 2       | 1       | 35    | 6     | 1     |
| 2017-2018             | Leicester City         | Premier League        | 0           | 0           | 0           | 1                     | 1                     | 0                     | -                              | -                              | -                              | -                              | 3       | -       | 1       | 4     | 1     | 1     |
| Sous-total            | Sous-total             | Sous-total            | 21          | 2           | 0           | 4                     | 3                     | 0                     | -                              | 5                              | 0                              | 0                              | 6       | 2       | 2       | 36    | 7     | 2     |
| 2017-2018             | CSKA Moscou (prêt)     | Premier-Liga          | 10          | 6           | 3           | 0                     | 0                     | 0                     | C3                             | 6                              | 1                              | 0                              | 5       | 2       | 0       | 21    | 9     | 3     |
| Total sur la carrière | Total sur la carrière  | Total sur la carrière | 243         | 80          | 30          | 26                    | 11                    | 3                     | -                              | 37                             | 7                              | 4                              | 71      | 15      | 7       | 377   | 113   | 44    |

### Buts internationaux
|    | Date             | Lieu                                               | Adversaire     | Score | Résultat | Compétition                             |
| -- | ---------------- | -------------------------------------------------- | -------------- | ----- | -------- | --------------------------------------- |
| 1  | 29 mars 2011     | National Stadium, Abuja, Nigeria                   | Kenya          | 1–0   | 3–0      | Match amical                            |
| 2  | 16 juin 2012     | Stade Esuene, Calabar, Nigeria                     | Rwanda         | 1–0   | 2–0      | Éliminatoires de la CAN 2013            |
| 3  | 13 octobre 2012  | Stade Esuene, Calabar, Nigeria                     | Libye          | 2–0   | 6–1      | Éliminatoires de la CAN 2013            |
| 4  | 6 février 2013   | Stade Moses-Mabhida, Durban, Afrique du Sud        | Mali           | 4–0   | 4–1      | CAN 2013                                |
| 5  | 5 juin 2013      | International Sports Centre, Kasarani (en), Kenya  | Kenya          | 1–0   | 1–0      | Éliminatoires de la Coupe du monde 2014 |
| 6  | 25 juin 2014     | Estadio Beira-Rio, Praia de Belas, Brésil          | Argentine      | 1–1   | 2–3      | Coupe du monde 2014                     |
| 7  | 25 juin 2014     | Estadio Beira-Rio, Praia de Belas, Brésil          | Argentine      | 2–2   | 2–3      | Coupe du monde 2014                     |
| 8  | 15 octobre 2014  | National Stadium, Abuja, Nigeria                   | Soudan         | 1–0   | 3–1      | Éliminatoires de la CAN 2015            |
| 9  | 15 octobre 2014  | National Stadium, Abuja, Nigeria                   | Soudan         | 3–1   | 3–1      | Éliminatoires de la CAN 2015            |
| 10 | 28 mars 2015     | Stade Mbombela, Afrique du Sud                     | Afrique du Sud | 1–0   | 1–1      | Match amical                            |
| 11 | 8 septembre 2015 | Adokiye Amiesimaka Stadium, Port Harcourt, Nigeria | Nigeria        | 1–0   | 2–0      | Match amical                            |
| 12 | 22 juin 2018     | Volgograd Arena, Volgograd, Russie                 | Islande        | 1–0   | 2–0      | Coupe du monde 2018                     |
| 13 | 22 juin 2018     | Volgograd Arena, Volgograd, Russie                 | Islande        | 2–0   | 2–0      | Coupe du monde 2018                     |
| 14 | 8 septembre 2018 | Stade Linité, Victoria, Seychelles                 | Seychelles     | 1–0   | 3–0      | Éliminatoires de la CAN 2019            |
| 15 | 16 octobre 2018  | Stade Taïeb Mhiri, Sfax, Tunisie                   | Libye          | 2–0   | 3–2      | Éliminatoires de la CAN 2019            |
| 16 | 13 novembre 2021 | Stade Ibn-Batouta, Tanger, Maroc                   | Liberia        | 2–0   | 2–0      | Éliminatoires de la Coupe du monde 2022 |

## Palmarès

### En club
| CSKA Moscou - Championnat de Russie - Champion en 2013, 2014, 2016 - Coupe de Russie - Vainqueur en 2013 - Supercoupe de Russie - Vainqueur en 2013 et 2014 |  | Al-Nassr - Championnat d'Arabie saoudite - Champion en 2019 |

### En sélection
| Nigeria -20 ans - Coupe d'Afrique des nations des moins de 20 ans - Vainqueur en 2011 |  | Nigeria - Coupe des nations de l'UFOA - Vainqueur en 2010 (en) - Coupe d'Afrique des nations - Vainqueur en 2013 - Coupe du monde - Huitième de finaliste en 2014 |

### Distinctions personnelles
- Meilleur buteur de First Division League en 2010 (18 buts)
- Meilleur buteur de la Coupe de Russie en 2013 (quatre buts)
- Membre de la liste des 33 meilleurs joueurs de Première Ligue en 2013
- Membre de l'Équipe de l'année CAF (en) en 2014 (en)
- Homme du match contre l'Islande lors de la Coupe du monde 2018